# کلی بیشاپ
کلی بیشاپ (انگلیسی: Kelly Bishop؛ زادهٔ ۲۸ فوریهٔ ۱۹۴۴) یک هنرپیشه اهل ایالات متحده آمریکا است. وی از سال ۱۹۶۲ میلادی تاکنون مشغول فعالیت بوده‌است.

## گزیده فیلمشناسی
از فیلم‌ها یا برنامه‌های تلویزیونی که وی در آن نقش داشته‌است می‌توان به آثار زیر اشاره کرد.
- زن مجرد (۱۹۷۸)
- رقص کثیف (۱۹۸۷)
- همسر اوهارا (۱۹۸۲)
- هاوایی فایو-زیرو (۱۹۷۶)
- منطق کویینز (۱۹۹۱)
- قسمت‌های خصوصی (۱۹۹۷)
- دختران گیلمور (۲۰۰۰–۲۰۰۷)
- همسر خوب (۲۰۱۰, ۲۰۱۵–۲۰۱۶)